# Tel-Aviv-Gründer-Monument

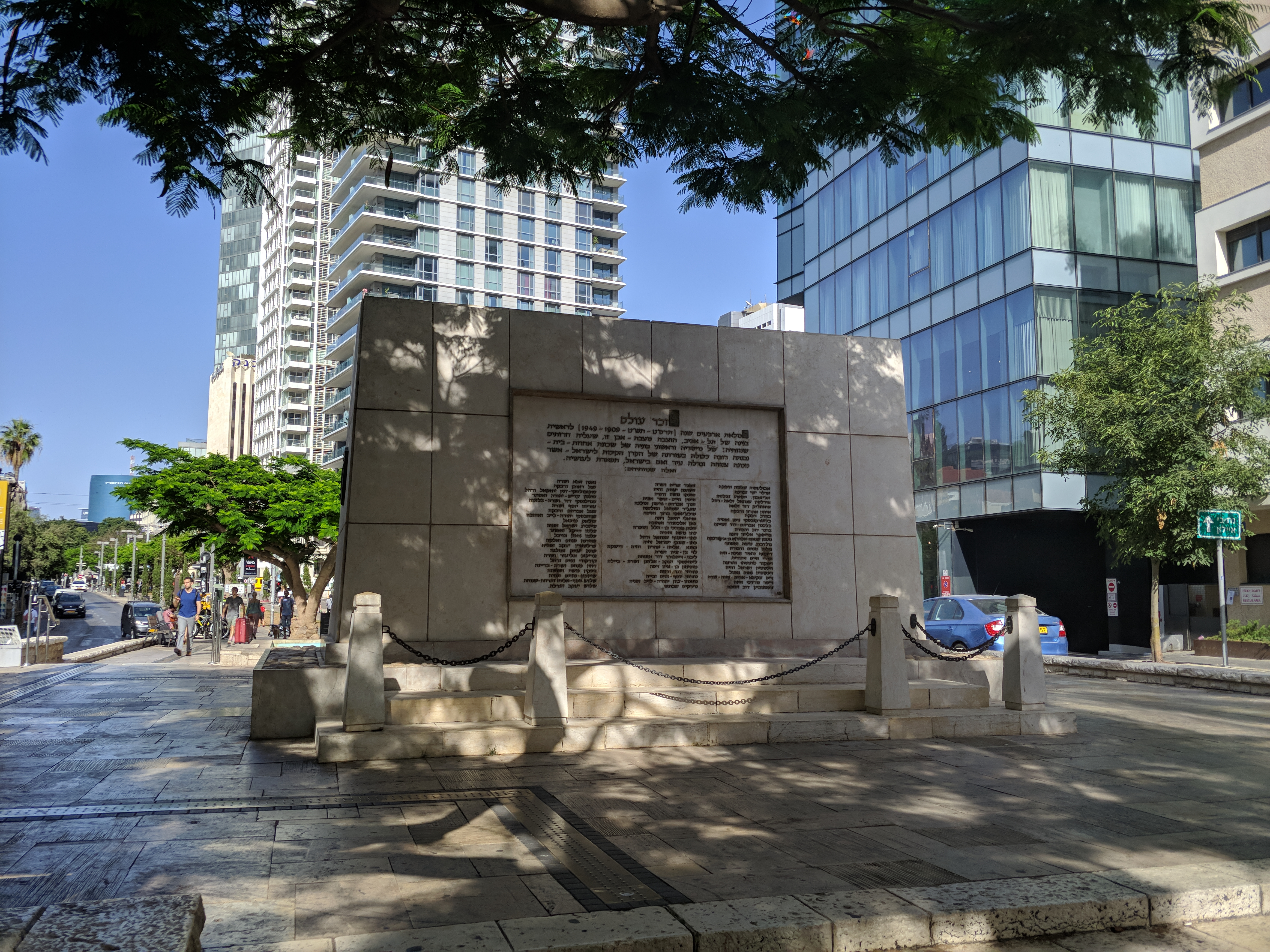
Denkmal der Gründer Tel Avivs mit Liste ihrer Namen auf der Westseite, Mittelstreifen der Sderot Rothschild, 2019

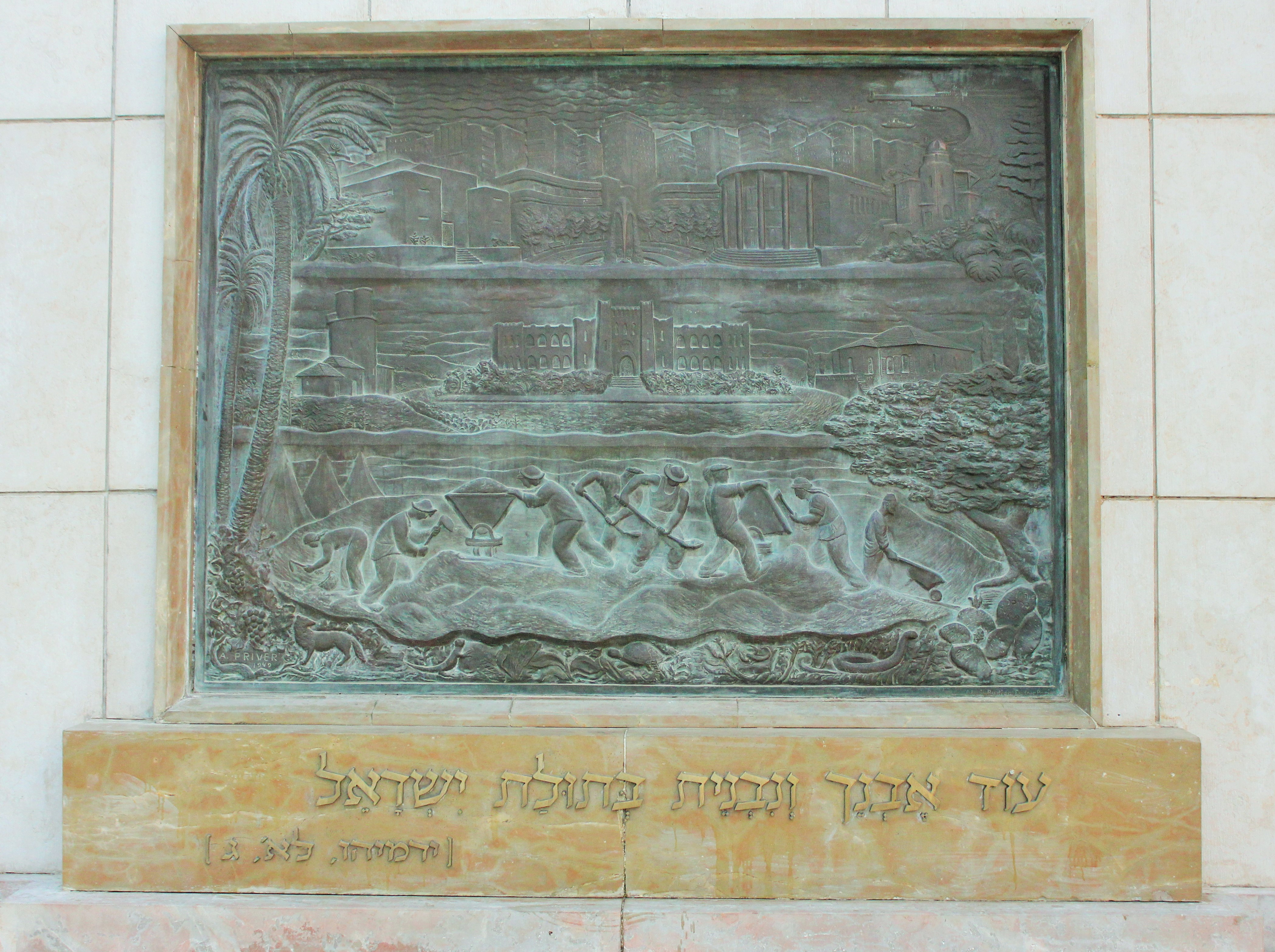
Aharon Privers Bronzerelief, das in drei Ebenen Phasen der Entwicklung Tel Avivs darstellt, Ansicht von Osten 2018

Das Tel-Aviv-Gründer-Denkmal wurde 1949 zum 40. Jahrestag der Gründung Tel Avivs auf dem Mittelstreifen des Boulevards Sderot Rothschild errichtet, unweit der Nordostecke der Kreuzung mit dem Rechov Nachalat Binjamin, wo von 1909 bis 1942 das erste Rathaus stand, ein simples Ensemble aus dem ersten Wasserturm mit Büros des Ortsausschusses. Das Denkmal mit Brunnen an der Ostseite erinnert an die 66 Familien, die einen Anteil an der Terraingesellschaft Achusat Bajit (deutsch Haus-Grundbesitz) gekauft hatten, die das Gelände für das Neubaugebiet erworben hatte, weshalb jeder Familie per Losverfahren ein Grundstück zugeteilt wurde. Das Denkmal listet die Namen der Gründer auf der Westseite auf, zeigt in einem Relief auf der Ostseite Phasen der Entwicklung der Stadt und auch ihr ursprüngliches Wappen auf der Nordseite, das Nachum Gutman entworfen hat.

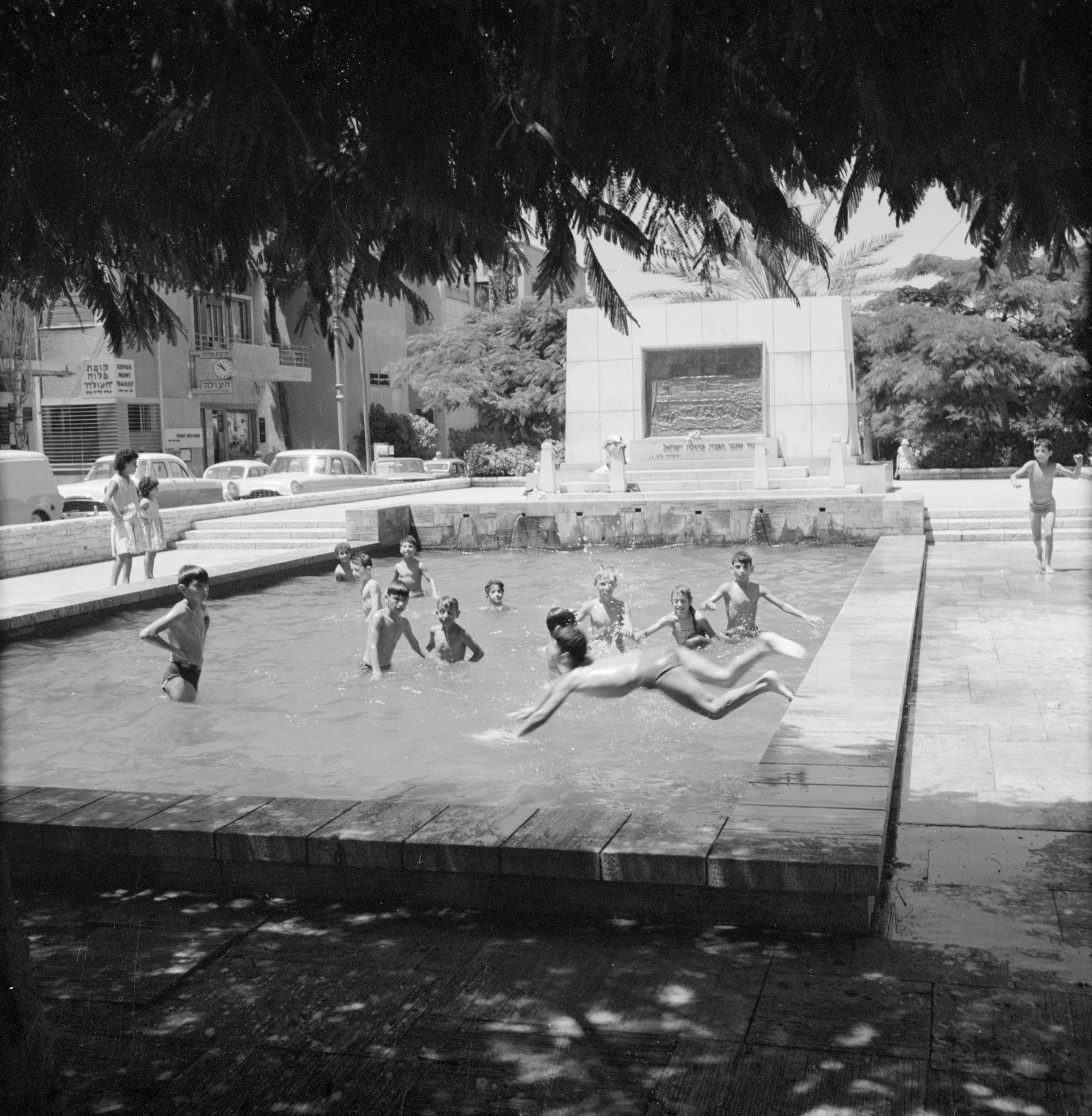
Bassin am Denkmal mit badenden Kindern, 1964

Vor dem Bronzerelief erstreckt sich ein Wasserbassin, einst von Kindern gerne zur Erfrischung genutzt, heute mit Fontäne, deren Plätschern eine Hommage an diese flüssigen Wurzeln der Stadt sein soll. Das Monument ist heute Teil des Unabhängigkeitspfades in Tel Aviv, der mit der Gründung Tel Avivs 1909 beginnt und mit der Gründung Israels 1948 endet und versucht, die wichtigsten Etappen dieser Entwicklung darzustellen. Die Mitglieder des Volksrats (מוֹעֶצֶת הָעָם Mōʿetzet haʿAm), ein 37-köpfiges Übergangsparlament der jüdischen Palästinenser, erklärten die Unabhängigkeit Israels am 14. Mai 1948 im ehemaligen Haus Bürgermeister Dizengoffs, damals Sitz des Kunstmuseums Tel Aviv, am Gründerdenkmal auf der südlichen Straßenseite.

## Abbildung auf dem Monument
Auf der Vorderseite, die nach Osten zeigt, sieht man ein von Aharon Priver entworfenes Bronzerelief, das in drei Schichten die Entwicklung der Stadt aufzeigt. Die untere Bildebene zeigt Sanddünen und wilde Tiere, die vor Gründung der Stadt am Ort waren, sowie die ersten Bewohner der Stadt, die einen Brunnen ausheben. Die mittlere Ebene zeigt das erste Rathaus aus zwei Wassertanks mit eingeschossigen Büroanbau, das repräsentative Gymnasium Herzlija im Zentrum und erste Häuser Tel Avivs. Die oberste Ebene zeigt das Tel Aviv von 1949 mit seinen Landmarken, wie dem Haus Dizengoffs, dem Rondell Kikkar Zina Dizengoff, Habimah und dem Beit Bialik (von links nach rechts) unter einer Silhouette modernistischer Bauten.

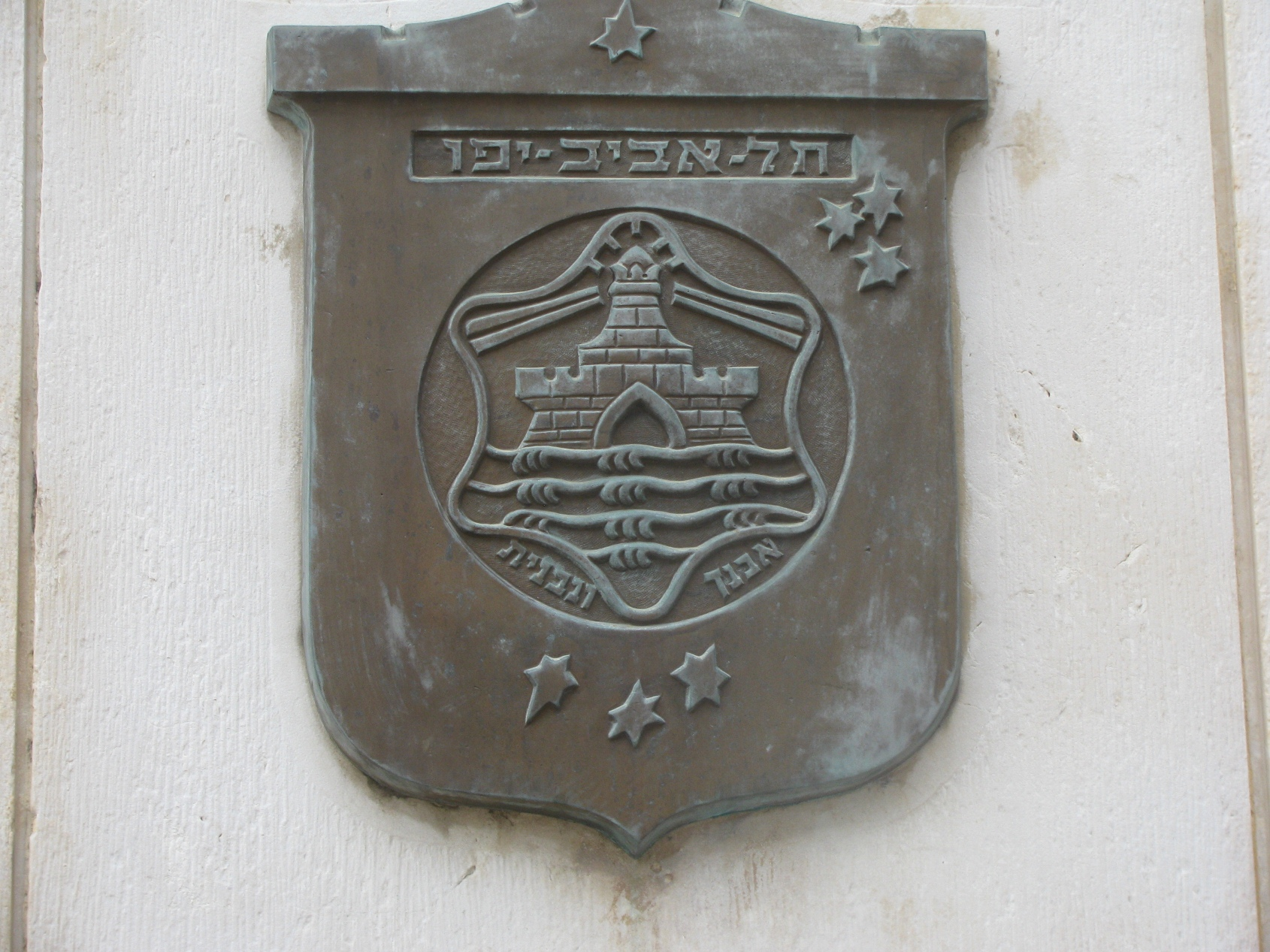
Ursprüngliches Wappen Tel Avivs, Nordseite des Denkmals

Unter der Relieftafel steht der Bibelvers auf hebräisch עוֹד אֶבְנֵךְ וְנִבְנֵית בְּתוּלַת יִשְׂרָאֵל ʿŌd Evnech wɘNivnejt Bɘtūlat Jisraʾel, deutsch ‚Ich will dich wiederum bauen, dass du gebaut sein sollst, du Jungfrau Israel‘ (Jeremia 31,4 ).
Das Wappen Tel Avivs auf der Nordseite des Denkmals zeigt einen Leuchtturm mit offenem Tor im Sockel, der laut Nachum Gutman das angestrebte Ziel der Gründer der Stadt symbolisiert: dass Tel Aviv „ein Tor für Einwanderer und ein Leuchte für die Nationen sein werde“.

## Geschichtlicher Hintergrund

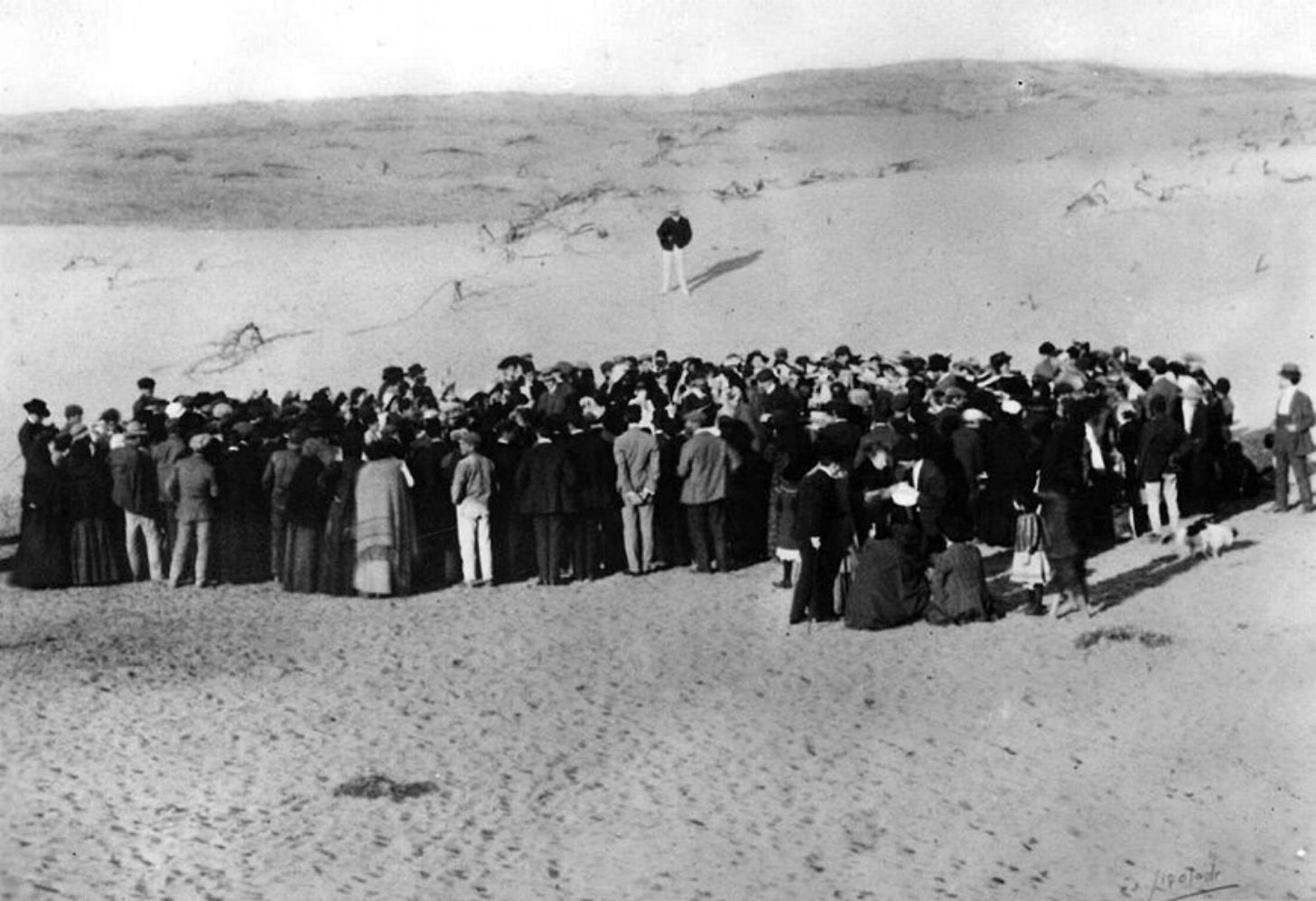
Vergabe der Bauplätze am Karam Scheich Dschibali per Losverfahren bei Gründung Tel Avivs, 1909

Am 11. April 1909 versammelten sich 66 Familien, darunter auch der 11-jährige Nachum Gutman mit der seinigen, zwei Kilometer nordöstlich von Jaffa auf der vom Vorbesitzer erworbenen Sanddüne Karam Scheich Dschibali (arabisch كرم شيخ جبالي, DMG Karam Šayḫ Ǧibālī ‚Weinberg Scheich Dschibalis‘), 222 nichtmetrische Dunam groß. Jeder Familie wurde ein Steinchen mit der Nummer eines der Grundstücke zugelost. Dies bedeutete die Gründung Tel Avivs und das Monument ist an der Stelle errichtet, wo das Losverfahren stattfand. Hier wurde ebenso der erste Brunnen von Achusat Bajit gebohrt; später wurde ein Wasserturm errichtet, der auch als erstes Rathaus diente.